# (35245) 1995 UW12
1995 UW12 (asteroide 35245) é um asteroide da cintura principal. Possui uma excentricidade de 0.02748990 e uma inclinação de 2.30041º.
Este asteroide foi descoberto no dia 17 de outubro de 1995 por Spacewatch em Kitt Peak.